# Skadows
De Skadows, ook Ska-Dows, is een Engelse skaband die rond de 2 Tone-tijd ontstaan is.
De band werd in 1977 opgericht door medewerkers van de BBC met een gemeenschappelijke voorliefde voor de muziek van The Shadows en ska. Een van de bekendste nummers van de Skadows is hun interpretatie van het Shadows nummer Apache uit de jaren 60. Dit nummer is in 1979 als single uitgebracht op Chas Chandler's Cheapskate-label. Het was een Record of the Week bij BBC-Diskjockey Mike Read en stond op nummer 1 in de Airplay-charts van BBC Radio 1.
De Skadows zagen zichzelf niet als onderdeel van de 2 Tone-beweging, omdat ze naar eigen zeggen meer gebaseerd waren op de Jamaicaanse ska en bluebeat uit de jaren 60. Desalniettemin behaalden ze in 1981 succes toen ze, als parodie op Jaap Eggermonts Stars on 45-golf, een 2 Tone-medley met de titel "Skas on 45" uitbrachten. In deze 3-minuten durende medley waren onder andere Madness' "Baggy Trousers", The Beat's "Ranking Full Stop", Bad Manners' "Can Can", Queens "Bohemian Rhapsody" en ook "Apache" te horen.
In totaal brachten de Skadows vijf singles uit en het album Ska'd for Life, dat in 1989 en 2000 opnieuw werd uitgebracht. Bij deze gelegenheid lanceerde oprichter Tony Sybthorpe een nieuwe editie van de band, wiens optreden in de London Astoria als album en video werd gepubliceerd. In 2005 nam Sybthorpe nieuwe nummers op met nieuwe muzikanten, die hij alleen op internet aanbood.
Eind november 2020 werd een nieuwe comeback aangekondigd met een optreden in Utrecht dat, nadat het enkele keren moest worden uitgesteld, in april 2022 plaatvond. Voor deze gelegenheid is er een nieuwe samenstelling gevormd waarbij Dummet en Sybthorpe werden begeleid door Nederlandse muzikanten. Met deze samenstelling stonden The Skadows datzelfde jaar op het Duitse Freedom Sounds festival in Keulen.
In 2023 werd de nieuwe singe Punk and ska's not dead uitgebracht via verschillende streamingdiensten, en vinden er onder andere optredens plaats in Redcar (UK), Oxted (UK), Brighton (UK) en Dunmore East (IE)

## Bezetting
- Tony Sybthorpe – Zang
- Andy Dummett – Saxofoon
- Maick Koevoets - Drums
- Ronald van der Horst - Gitaar
- Pim van Bilzem - trombone
- Denizhan Altay - trompet
- Uta Maruanaya - basgitaar
- Erik Korthof - toetsen

## oud-leden
- John Bassett – Drums
- Step Morley – Basgitaar
- Bev Doyle – Gitaar